# Trollstav

Trollspö

Trollstav, eller trollspö, är en stav som antingen ger intryck av att inneha eller tros inneha magiska krafter. Under 1400-talet blev det vanligt att trollkarlar börja använda trollstavar i underhållningkonsten.
En trollstav avbildas ofta i sagor och annan litteratur som en trästav. Dagens illusionister använder ofta en svart förhållandevis kort stav med vita ändar.
En trollstav kan vara både en pinne och en käpp och oftast bärs dessa av magiker eller häxor. Trollstavar/käppar förekommer i många sagor. De är oftast av trä, och är redskap som man förenklar magin med. Man rör staven/käppen på ett speciellt sätt, säger några ord och så händer det något magiskt (det som skulle hända). De används också i trolldrycker som en slev. 
Trollstavar kan också användas i besvärjelser eller för att rikta energier
Ordet "trollstav" är belagt i svenska språket sedan 1788.